# 甲B五鼠事件
甲B五鼠事件是指发生在2001年中国足球甲级B组联赛最后阶段的连续假球事件，这是中国足球职业化至今最严重和著名的假球案之一，也是中国足球相当长的一段时间内唯一被广泛认可、毫无争议的假球事件。“五鼠”指的五支球队是浙江绿城、成都五牛、长春亚泰、江苏舜天和四川绵阳。

## 过程
2001年的甲B联赛原定有两个升入次年甲A联赛的名额，而且无降级名额。当年，刚刚改名上海中远的原上海浦东队在名帅徐根宝的率领下获得了主场全胜的成绩，提前一轮冲A成功，而其它三支有望升级的球队则必须争抢最后一个名额，其中成都五牛和长春亚泰同积39分，江苏舜天积38分，最终的结果很可能取决于净胜球的多少。
2001年9月29日，成都五牛与同在四川的另一支球队绵阳太极在甲B倒数第二轮的比赛中打出了11比2这个当时中国职业足球最悬殊的比分，全国舆论哗然。
“打假”的呼声使得中国足协决定在最后一轮比赛中严格执行同时开赛，避免任何一方根据另一个赛场的比赛结果而作出任何举动。但2001年10月6日的最后一轮比赛反而成为了假球的集中爆发点。
最后一轮开赛前，成都五牛由于上一轮就获得了9个净胜球，净胜球总数为21个，领先于长春亚泰的18个。在对江苏舜天的比赛中，成都五牛在两球落后的情况下于最后15分钟内连进四球，4-2逆转获胜，最终净胜球23个。而与此同时开打的长春亚泰对浙江绿城的比赛中，浙江绿城队员却在长春攻入第二球后向裁判抗议，造成比赛中断六分钟，也使得成都的比赛结束后，长春的比赛仍然在进行。长春在比赛最后的8分钟内连进四球，最终以6-0大胜，赛季净胜球总数达到24个，压倒成都，按规则将获得升级资格。
除了6分钟的抗议中断比赛以外，另外值得一提的是浙江绿城参加2001年联赛的绝大部分球员是2000年末从延边队收购来的，而延边与长春则同处吉林省，从历史班底来说基本是吉林一队和二队的关系。

## 处理
比赛结束后，其过程和结果震惊了中国足球界内外，甚至使得多位党和国家领导人要求体育总局严查此事。
2001年10月16日，中国足协公布了对此事的处罚结果：
- 除上海中远队（提前确定升级）外，其他队一律取消本年度升入甲A联赛的资格；
- 取消9月29日，成都五牛对四川绵阳，10月6日，江苏舜天对成都五牛、浙江绿城对长春亚泰，三场比赛国内球员的2002年注册资格；
- 取消四川绵阳、成都五牛、长春亚泰、江苏舜天和浙江绿城俱乐部以上三场国内球员2002年和2003年的转会资格；
- 取消四川绵阳、成都五牛、长春亚泰、江苏舜天和浙江绿城俱乐部2002年和2003年的甲乙级联赛参赛引进国内球员的资格；
- 给予四川绵阳、成都五牛、长春亚泰、江苏舜天和浙江绿城俱乐部，在上述三场比赛中执教的国内主教练，以停止2002年赛季工作一年的处罚；
- 取消四川绵阳参加2002年全国足球甲级联赛的资格，降为乙级；
- 以上俱乐部从本决定下发之日起，进行3个月的内部整顿，并将整顿结果于2002年1月15日前上报中国足球协会，中国足球协会将根据俱乐部内部整顿的实际情况，决定是否允许参加2002年度的甲乙级联赛和足协杯比赛。

2002年3月4日上午，中国足协在北京召开新闻发布会，宣布了对江苏舜天队、浙江绿城队、四川绵阳队及相关人员减轻处罚的决定（主要是将部分球员的全年禁赛改为半年禁赛，两年转会禁令改为一年转会禁令，对主教练禁止工作更改为禁止以主教练的名义工作，对于俱乐部两年的转会禁令则降为一年），而对长春亚泰和成都五牛的处罚则“维持原判”。

## 影響

### 公众观感
甲B五鼠令聯賽公信力一落千丈，大量球迷和媒体（特别是来自北京的）戏稱甲B為「假B」聯賽。這是由於「甲」和「假」兩字在普通话（其以北京官話为标准音）中同音。

### 后续
事件发生后，“五鼠”之一的浙江绿城的老板宋卫平向足协提供了自己曾经行贿的裁判名单，但是最终只有国际级裁判龚建平一人受到调查处罚，之后被判入狱，病逝狱中。
当时获得联赛第四名的广州吉利被外界普遍认为将会以替补的资格升级，但最终未能如愿，吉利集团由于达不到预期的宣传效果，宣布退出中国足球。
除了因此事件被处罚降入乙级并随后解散的绵阳太极外，其它四支球队到2009年都成为了中国顶级联赛的成员。
五鼠事件的处理结果也让外界对于中国足球打假的难度有了充分的认识。2009年由公安部直接主导的反赌风暴中，中国足协只是被指派协助调查，失去了原有的主管调查的地位。

## 註腳
1. ↑  「甲」和「假」在北京官話中同音。但在中原官話（陕西国力）、膠遼官話（青島中能）、西南官話（四川全興、雲南紅塔和武漢雅琪），兩字不同聲調；湘語（八一湘潭）「假」/tɕiɒ42/,「甲」/kɒ24/；閩南語（廈門廈新）「假」/ka53/,「甲」/kap32/；粵語（廣州太陽神）「假」/ka35/,「甲」/kap33/；吳語（上海申花）「假」/ka44/,「甲」/tɕiæ55/。[8]